# Opisthoxia quadrifilata
Opisthoxia quadrifilata là một loài bướm đêm trong họ Geometridae.